# Maglebjerg
Maglebjerg är en kulle i Rude Skov på nordöstra Själland i  Danmark. Toppen på Maglebjerg är 91 meter över havet och är därmed Nordsjällands högsta punkt. Den ingår i Danmarks triangelnät  och är utmärkt med en granitstolpe med årtalet 1892.